# Olga Scherer
Olga Scherer, Olga Scherer-Virsky (ur. 6 stycznia 1924 w Krakowie, zm. 26 listopada 2001 w Paryżu) – polska pisarka, eseistka, publicystka, tłumaczka, slawistka, historyk i teoretyk literatury polskiej, europejskiej i amerykańskiej.
Urodziła się w rodzinie żydowskiej; była córką Wiktora Scherera i Lei Kornreich. Była uczennicą żeńskiego gimnazjum im. St. Mūnnichowej. Wybuch II wojny światowej zastał ją w Paryżu, gdzie uczęszczała do francuskiego liceum. Przebywała później w wielu krajach Europy, następnie znalazła się w Stanach Zjednoczonych. W 1954 obroniła doktorat na Uniwersytecie Columbia w Nowym Jorku. Była nauczycielką akademicką na Uniwersytecie Yale (w New Haven) i Uniwersytecie Indiany (w Bloomington). W 1957 powróciła do Francji, gdzie podjęła pracę naukową w dziedzinie teorii literatury i komparatystyki literackiej. Przez kilka lat pracowała w Centre National de Recherche Scientifique w Paryżu, w dziale badań nad literaturą. W 1976 uzyskała tytuł profesora na Uniwersytecie Paryskim. Wykładała też w American College in Paris.
Publikowała m.in. w „Etudes Anglaises”, „Slavic Reviev” (Waszyngton), „Tematach”, „Wiadomościach” (Londyn; felietony Czerep rubaszny), „Życiu Literackim”, paryskiej „Kulturze”. Wchodziła w skład zarządu Funduszu Pomocy Niezależnej Literaturze i Nauce Polskiej w Paryżu. Była członkiem Stowarzyszenia Pisarzy Polskich.
Mieszkała w paryskiej dzielnicy Le Marais. Przez pewien czas była związana z malarzem i artystą grafikiem Janem Lebensteinem (swoiście portretowana przez niego, np. w serii Animal's Sweety Bar). Materiały z nią związane znajdują się w Archiwum Emigracji w Bibliotece Uniwersyteckiej w Toruniu oraz w Bibliotece Rzadkich Ksiąg i Rękopisów im. Beinecke'ów Uniwersytetu Yale.

## Twórczość
- The Modern Polish Short Story (rozprawa; Slavistic Printings and Reprintings, Haga, Mouton, 1955)
- Spot Luck (wydanie bibliofilskie w nakładzie 300 egz.; na tej podstawie napisane ponownie wydanie polskie pt. „Psim swędem”, Yale University Press, 1957)
- Wesołych Świąt (opowiadania; Oficyna Poetów i Malarzy, Londyn 1962)
- W czas morowy (powieść; Instytut Literacki, Paryż 1967; Biblioteka „Kultury”, t. 141)
- Psim swędem (powieść; ilustracje Jan Lebenstein, Czytelnik 2001, ISBN 83-07-02864-7)

## Opracowania, udział w pracach zbiorowych
- 10 Contemporary Polish Stories (autorka przedmowy; red. Edmund Ordon; Wayne State University Press, Detroit, 1958)
- „Przebity światłem”. Pożegnanie z Kazimierzem Wierzyńskim (Polska Fundacja Kulturalna, Londyn, 1969)
- Gombrowicz (numer specjalny czasopisma „L'Herne”; red. Konstanty Jeleński, Dominique de Roux, Paryż, 1971)
- For Wiktor Weintraub, essays in Polish literature, language and history presented on the occasion of his 65th birthday (Mouton, Haga i Paryż, 1965)

## Tłumaczenia z polskiego i języków obcych (wybór)
- Manfred Kridl, A Survey of Polish Literature and Culture (Columbia University Press, Nowy Jork, 1956; Haga, 1967)
- Anthologie de la poesie polonaise (współautorka przekładów; opr. Konstanty Jeleński, Editions du Seuil, Paryż, 1961)
- M. Lelong, O dialog z niewierzącymi (Éditions du Dialogue, Paryż, 1967)
- Paul Chauchard, Nauka i wiara (Éditions du Dialogue, Paryż, 1968)
- René Le Trocquer, Kim jestem ja – człowiek (Éditions du Dialogue, Paryż, 1968)
- Marie-Dominique Chenu, teologia materii. Cywilizacja techniczna i duchowość chrześcijańska (Éditions du Dialogue, Paryż, 1969)
- Henri de Lubac, Ateizm i sens człowieka (Éditions du Dialogue, Paryż, 1969)
- A l'ombre de leur Dieu. Anthologie du récit polonais contemporains (współautorka tłumaczenia; Éditions du Dialogue, Paryż, 1969)
- Christopher Butler, Teologia Soboru Watykańskiego Drugiego (Éditions du Dialogue, Paryż, 1971)